# イヴォン・ネプチーヌ

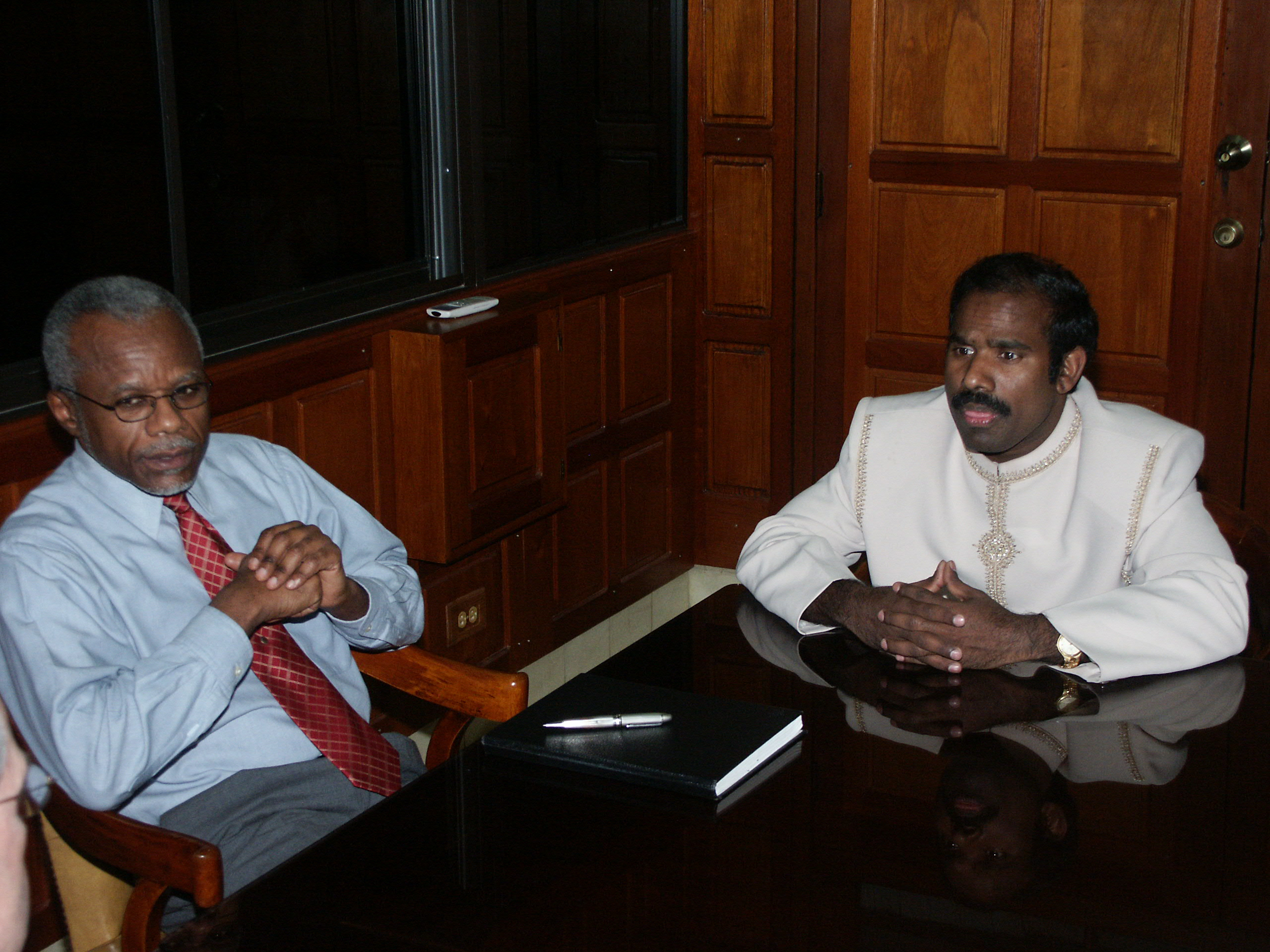
ヴォン・ネプチーヌ

イヴォン・ネプチーヌ（Yvon Neptune, 1946年11月8日カヴァイヨン - ） はハイチの元首相 (2002年 - 2004年)。
ジャン＝ベルトラン・アリスティド大統領に任命され、2002年3月15日に就任した。アリスティドのハイチ出国直後の2004年3月2日、ネプチーヌは暴徒に腐敗を理由に襲撃されたが不成功に終わった。後にネプチーヌがKPFAのケヴィン・ピナとブラックコメンテーター、コリエーレ・デラ・セラ紙のアンドレア・ニカストロに語ったところによると、それらの暴徒はギ・フィリップが組織したものであった。彼は暫定大統領のボニファス・アレクサンドルの就任が議会の承認を経ていないと抗議し、アリスティドが出国を強要されたとの主張を支持した。翌週彼の官邸を警備していた米海兵隊員が銃を持った2人を殺害した。3月12日ネプチーヌはその3日前に任命された選挙を経ていないジェラール・ラトルチュの暫定政府に置換えられた。
3月27日ネプチーヌは他のアリスティド政権の36人の高官と共に「腐敗の調査のため」と称し暫定政権により出国を禁止された。6月27日ネプチーヌは令状発給を知りハイチ警察に出頭し、罪なく拘束された。ハイチ憲法では裁判前に逮捕後48時間以内に事情聴取を受ける権利が定められているが、ネプチーヌにはそのような取調べもなかった。2005年2月19日ネプチーヌは国連ハイチ安定化派遣団の保護拘禁下に置かれたが、ハイチ当局の脱獄の起きたポルトープランスの刑務所に自ら身柄を戻した。4月18日ネプチーヌは海外での入院と治療のためとした国外退去の提案を拒否しハンストを始めた。2005年5月4日国連ハイチ安定化派遣団の人権担当官のティエリ・ファガールはネプチーヌの拘束を違法であると述べた。5月4日に彼は「死が近い」と報じられた。2005年6月23日国連のハイチ特使ホアン・ガブリエル・バルデスはハイチ政府のイヴォン・ネプチーヌの取扱いを批判し、彼の解放を求めた。
ネプチーヌは「嫌疑」を掛けられたまま裁判を受けることなく2年間収監されて2006年7月28日に「健康および人道上の理由で」解放された。アリスティド政権の多くの者が未だに裁判を受けずに投獄されている。